# NGC 1987
NGC 1987 (również ESO 56-SC131) – gromada otwarta, znajdująca się w gwiazdozbiorze Góry Stołowej, w Wielkim Obłoku Magellana. Odkrył ją John Herschel 3 listopada 1834 roku.